# Dominique Sirois
Dominique Sirois est une artiste canadienne.

## Biographie
Dominique Sirois réalise des installations multidisciplinaires dans lesquelles sont présentées des céramiques et des impressions sur différents types de supports (textile, toile, papier). Son travail croise un savoir-faire artisanal et une réflexion conceptuelle. Elle déploie avec ses projets des espaces à la fois mentaux et sensuels usant de référents économiques, esthétiques, archéologiques, mythologiques, technologiques et minéralogiques. Le thème de l'économie capitaliste a pris une importance dans une série de projets (2014-2018) qu'elle a abordé avec la dimension du désir. Des représentations fragmentées et hybrides du corps en sont l'une des articulations. Plus récemment, Sirois s'intéresse au corps féminin qu'elle travaille en relation au mythe grec de Danaé qui condense des dimensions économiques, sexuelles et spirituelles. C’est aussi avec les technologies qu’elle réfléchit à l'économie sous l’aspect des matières premières. Les technologies qu'on croit dématérialisées utilisent pourtant énormément de minéraux. Un travail de moulage d’appareils (téléphones et tablettes) en céramique est l’une des formes qu’a prises cette démarche. En mettant en relation les éléments chimiques utilisés dans l'industrie à ceux employés pour les oxydes de céramique, Sirois inclut des questionnements géopolitiques et écologiques à sa démarche actuelle.
Le travail de Sirois a été diffusé dans plusieurs centres d’artistes au Canada dont Clark, l’OEil de Poisson et Latitude 53. Elle a également exposé dans des galeries privées : Laroche-Joncas (solo) Blouin-Division et Bradley-Ertaskiran (groupe). Elle a fait plusieurs résidences hors du Québec dont à Glasgow, Paris, Barcelone et Banff. Lors d’expositions de groupe ou de collaborations, elle a présenté au Musée Ludwig, Au Commun à Genève, au MOCA de Taipei, au Unicorn Center for Arts à Beijing, à l’IMAL de Bruxelles et à Diagonale, Montréal.